# Гужар, Алексис
Алексис Гужар (фр. Alexis Gougeard, род. 5 марта 1993 в Руане, Франция) — французский профессиональный шоссейный и трековый велогонщик, выступающий с 2014 года за команду «AG2R Citroën». Начав свою профессиональную карьеру с 2014 года он сумел выиграть в ожесточённой борьбе финал этапа на Вуэльта Испании.

## Выступления
2011
1-й  - Чемпионат Франции среди юниоров в индивидуальной гонке
1-й — Grand Prix Rüebliland
1-й на этапе 1
2-й - Чемпионат Европы среди юниоров в индивидуальной гонке
2-й - Париж - Рубе для юниоров
2012
2-й - Чемпионат Франции среди молодёжи в индивидуальной гонке
2013
1-й в Прологе (ITT) — Тур де л'Авенир
2-й — Coupe des nations Ville Saguenay
1-й на этапе 1
3-й - Чемпионат Франции среди молодёжи в индивидуальной гонке
2014
1-й — Classic Loire Atlantique
1-й — Boucles de l'Aulne
2015
1-й  - Тур де Еврометрополь
1-й  Молодёжная классификация
1-й в Прологе
1-й на этапе 19 — Вуэльта Испании
1-й — Classic Loire Atlantique
1-й на этапе 3 — Четыре дня Дюнкерка
4-й - Этуаль де Бессеж
1-й  Молодёжная классификация
5-й - Три дня Западной Фландрии
2016
5-й - Омлоп Хет Ниувсблад
2017
1-й - Полинорманд
1-й  Горная классификация - Тур Валлонии
5-й - Чемпионат Франции в групповой гонке
2018
4-й - Четыре дня Дюнкерка

### Гранд-туры
| Гонка           | 2015 | 2016 | 2017 | 2018 |
| --------------- | ---- | ---- | ---- | ---- |
| Джиро д'Италия  | —    | —    | —    | —    |
| Тур де Франс    | —    | 147  | —    | —    |
| Вуэльта Испании | 112  | —    | 99   | НФ   |

| —  | Не участвовал  |
| НФ | Не финишировал |